# Кшецько
Кшецько (пол. Krzecko) — село в Польщі, у гміні Славобоже Свідвинського повіту Західнопоморського воєводства.
Населення — 196 осіб (2011).

## Демографія
Демографічна структура станом на 31 березня 2011 року:
|          | Загалом | Допрацездатний вік | Працездатний вік | Постпрацездатний вік |
| -------- | ------- | ------------------ | ---------------- | -------------------- |
| Чоловіки | 86      | 12                 | 57               | 17                   |
| Жінки    | 110     | 19                 | 48               | 43                   |
| Разом    | 196     | 31                 | 105              | 60                   |